# 丸韓日本銀行
丸韓日本銀行股份有限公司，簡稱丸韓日本銀行（英語：MARUHAN Japan Bank Plc），在2008年由丸韓股份有限公司，在柬埔寨首家日資企業成立外資銀行。
現時主要提供存款、結算、融資、信用卡等行業。

## 外部連結
- MaruhanJapanBank.com